# SkyTeam (luchtvaartorganisatie)

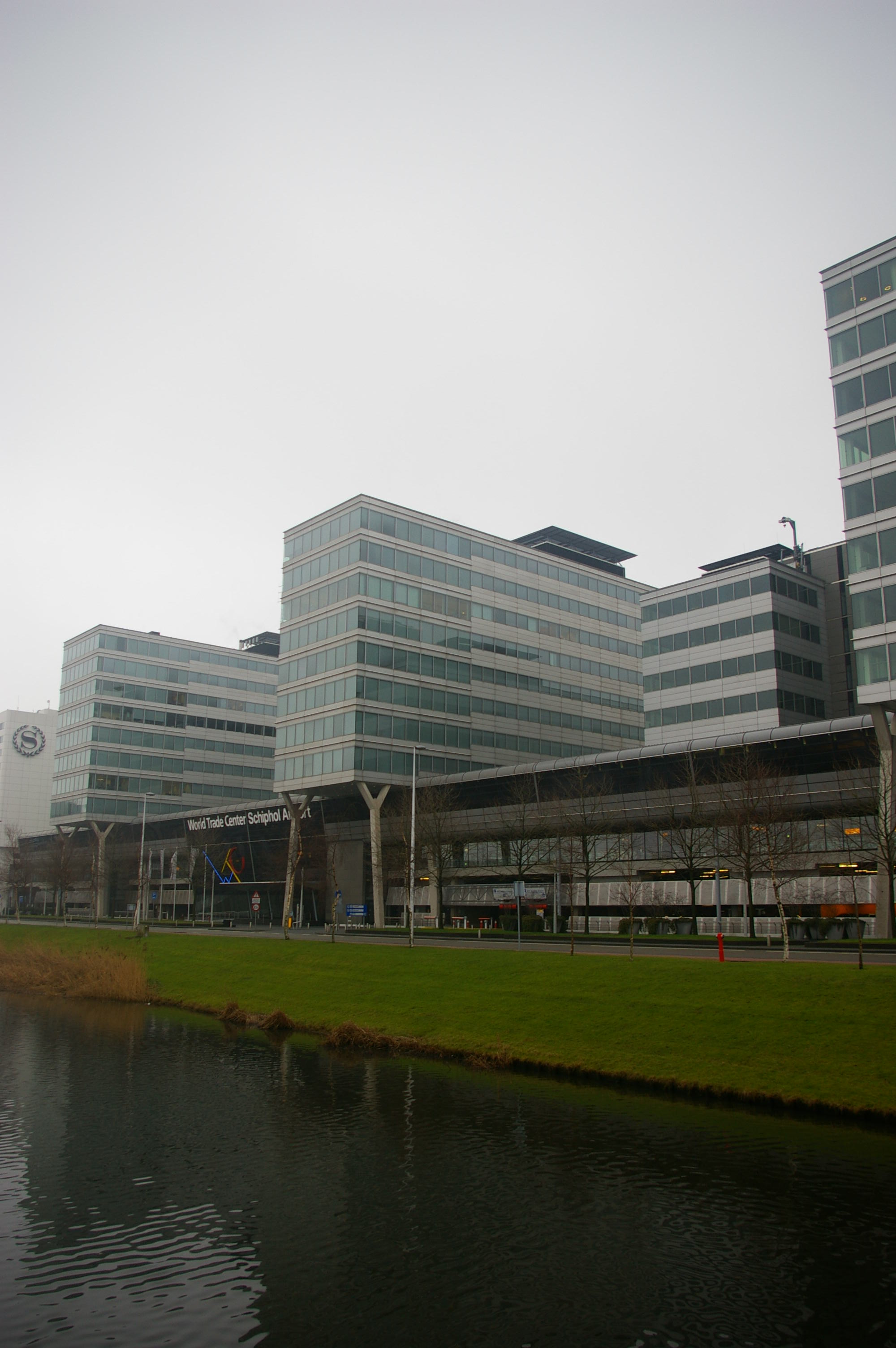
World Trade Center, Schiphol – Het hoofdkantoor van SkyTeam

SkyTeam  is een alliantie van samenwerkende luchtvaartmaatschappijen. Dit samenwerkingsverband is opgericht in 2000.
Het doel van de alliantie is de maatschappijen die lid zijn, de mogelijkheid te geven hun klanten een uitgebreider netwerk van vluchten aan te bieden, zodat ze hun marktaandeel kunnen verhogen en hun kosten kunnen verlagen. Zij doen dit bijvoorbeeld door reizigers een gemakkelijke doorverbinding aan te bieden via andere luchtvaartmaatschappijen aangesloten bij het Skyteam, door betere aansluitingen en gecoördineerde reserveringen. Vluchten van andere maatschappijen van de alliantie worden vaak aangeboden door middel van code sharing. Ook een uniforme servicekwaliteit en het onderling erkennen van de frequent flyer-programma's van de leden zijn belangrijke factoren om klanten te binden.
Skyteam is de op een na grootste luchtvaartalliantie ter wereld, achter Star Alliance en voor Oneworld. De alliantie bestaat uit negentien luchtvaartmaatschappijen uit vijf continenten, met de slogan "Caring more about you". SkyTeam heeft ook een vrachtalliantie genaamd 'SkyTeam Cargo'. Het gecentraliseerde managementteam van de alliantie, SkyTeam Central genaamd, is opgericht in 2009, en gevestigd in het World Trade Center Schiphol Airport, op het terrein van de luchthaven Schiphol.

## Geschiedenis
- 2000 – Aeroméxico, Air France, Delta Air Lines, en Korean Air richten de SkyTeam alliance op op 22 juni.
- 2001 – Czech Airlines treedt toe in maart. Alitalia treedt toe op 27 juli.
- 2004 – KLM gevolgd door Northwest Airlines en Continental Airlines waarmee de Alliantie Wings ophoudt te bestaan.
- 2006 – Aeroflot treedt toe op 14 april.
- 2007 – Air Europa, Copa Airlines en Kenya Airways treden toe als 'associate leden' op 1 september. China Southern Airlines treedt toe als volwaardig lid op 15 november.
- 2009 – Continental Airlines en Copa Airlines verlaten SkyTeam op 24 oktober. Continental Airlines treedt toe tot het concurrerende Star Alliance op 27 oktober.
- 2010 – Vietnam Airlines treedt op 10 juni toe. TAROM treedt op 25 juni toe.[1] De voormalige status 'associate lid' wordt opgeheven waardoor Kenya Airways en Air Europa volwaardige leden worden.
- 2011 – China Eastern Airlines treedt op 21 juni toe.[2] China Airlines treedt op 28 september toe.
- 2012 – Aerolíneas Argentinas, Middle East Airlines, Saudia en Xiamen Airlines traden toe als lid.[3][4][5][6]
- 2014 – Garuda Indonesia trad toe.[7]
- 2019 – China Southern Airlines verliet de alliantie op 1 januari.[8]
- 2021 – Alitalia beëindigde haar activiteiten op 14 oktober.
- 2021 – ITA Airways nam op 29 oktober de oude plaats van Alitalia in.
- 2022 – Het lidmaatschap van Aeroflot werd op 27 april opgeschort vanwege de Russische invasie van Oekraïne.
- 2023 – Virgin Atlantic trad op 2 maart 2023 toe tot SkyTeam.
- 2024 – SAS Scandinavian Airlines trad op 1 september toe tot SkyTeam na de gedeeltelijke overname door Air France-KLM.  Czech Airlines verliet de alliantie op 26 oktober.
- 2025 – ITA Airways verliet de alliantie op 5 februari.

## Leden

### Huidige Leden
De leden sinds 5 februari 2025:
| Leden                              | Toegetreden | Filiaal-lid                                                    | Geen SkyTeam filiaal-lid                           |    |
| ---------------------------------- | ----------- | -------------------------------------------------------------- | -------------------------------------------------- | -- |
| Aeroflot (lidmaatschap opgeschort) | 2006        | —                                                              | Rossiya Pobeda Aurora (51%)                        |    |
| Aerolíneas Argentinas              | 2012        | Austral Líneas Aéreas                                          | —                                                  |    |
| Aeroméxico A                       | 2000        | Aeroméxico Connect                                             | —                                                  |    |
| Air Europa                         | 2007        | Air Europa Express                                             | —                                                  |    |
| Air France A B                     | 2000        | Air France Hop C                                               | Transavia France (96%)                             |    |
| China Airlines                     | 2011        | Mandarin Airlines                                              | —                                                  |    |
| China Eastern Airlines             | 2011        | Shanghai Airlines                                              | China United Airlines OTT Airlines                 |    |
| Delta Air Lines A                  | 2000        | Delta Connection Delta Shuttle Delta Private Jets Endeavor Air | —                                                  |    |
| Garuda Indonesia                   | 2014        | —                                                              | Citilink                                           |    |
| Kenya Airways                      | 2007        | —                                                              | Jambojet                                           |    |
| KLM B                              | 2004        | KLM Cityhopper KLM Asia                                        | Transavia Transavia France (4%)                    |    |
| Korean Air A                       | 2000        | —                                                              | Jin Air                                            |    |
| Middle East Airlines               | 2012        | —                                                              | —                                                  |    |
| SAS Scandinavian Airlines          | 2024        | —                                                              | —                                                  |    |
| Saudia                             | 2012        | —                                                              | Flyadeal                                           |    |
| TAROM                              | 2010        | —                                                              | —                                                  |    |
| Vietnam Airlines                   | 2010        | —                                                              | Pacific Airlines (70%) Vietnam Air Service Company |    |
| Virgin Atlantic                    | 2023        | —                                                              | —                                                  |    |
| Xiamen Air                         | 2012        | —                                                              | Hebei Airlines (99.47%) Jiangxi Air (60%)          | __ |

A Oprichtend lid 

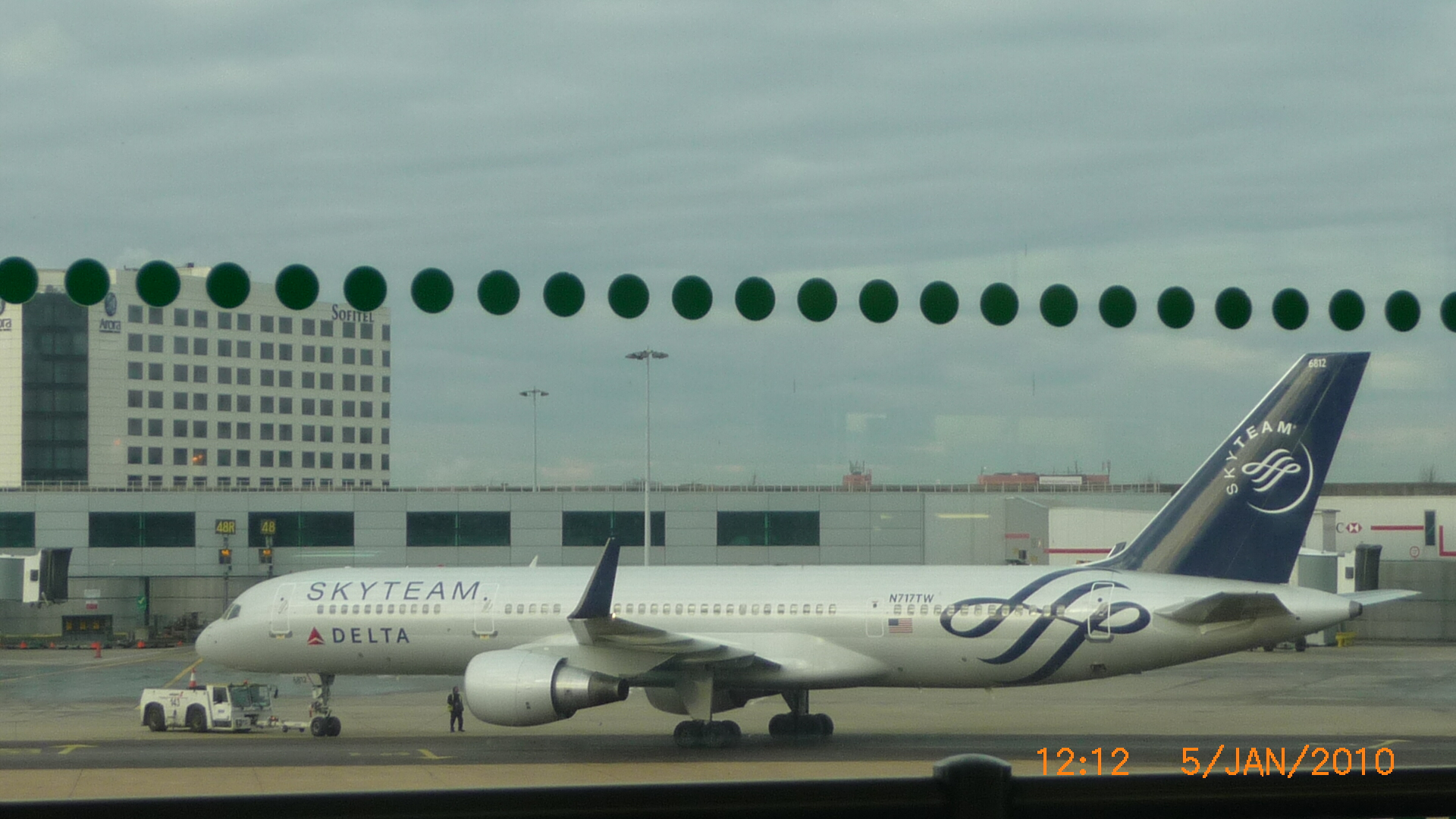
Delta Air Lines

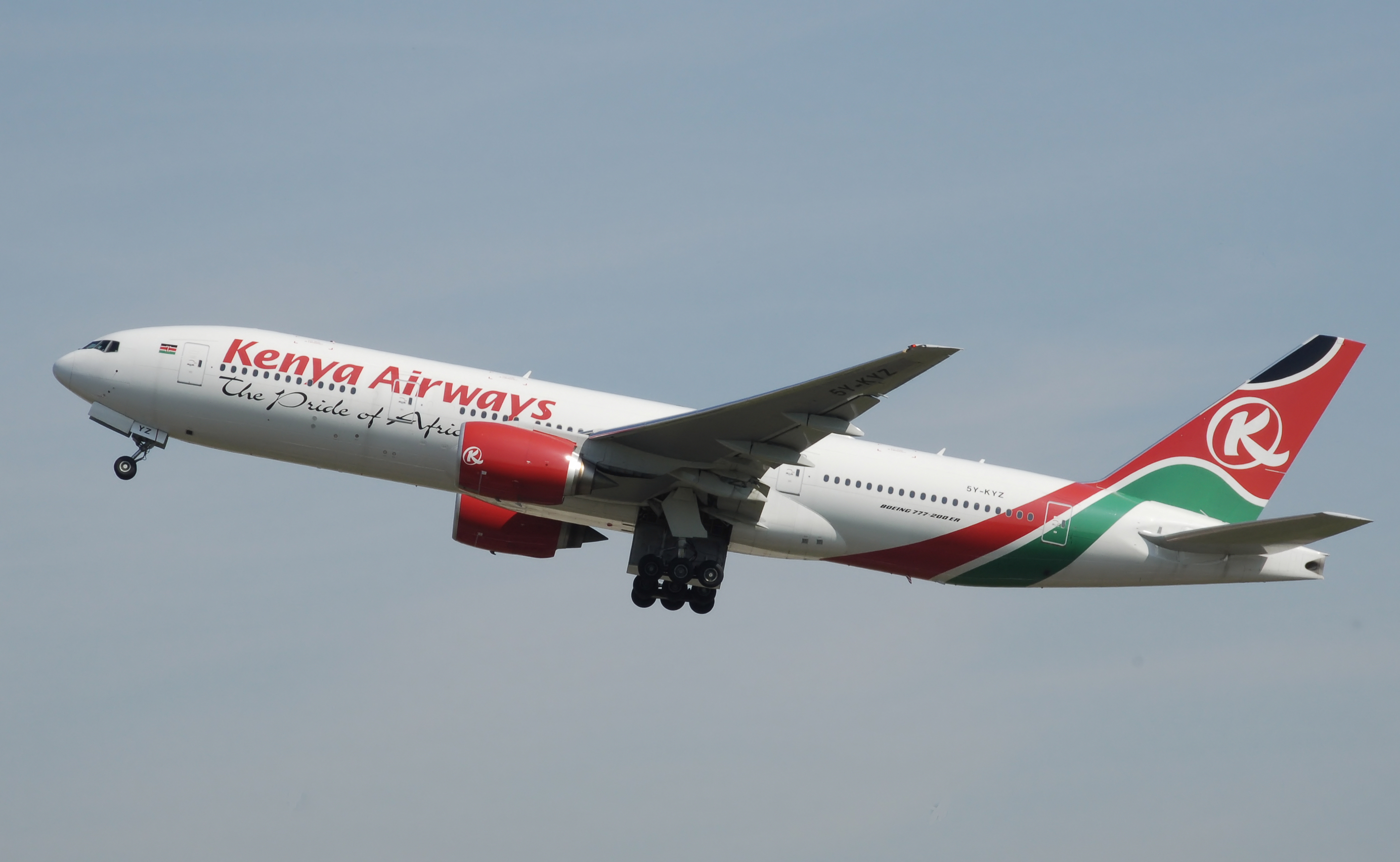
Kenya Airways

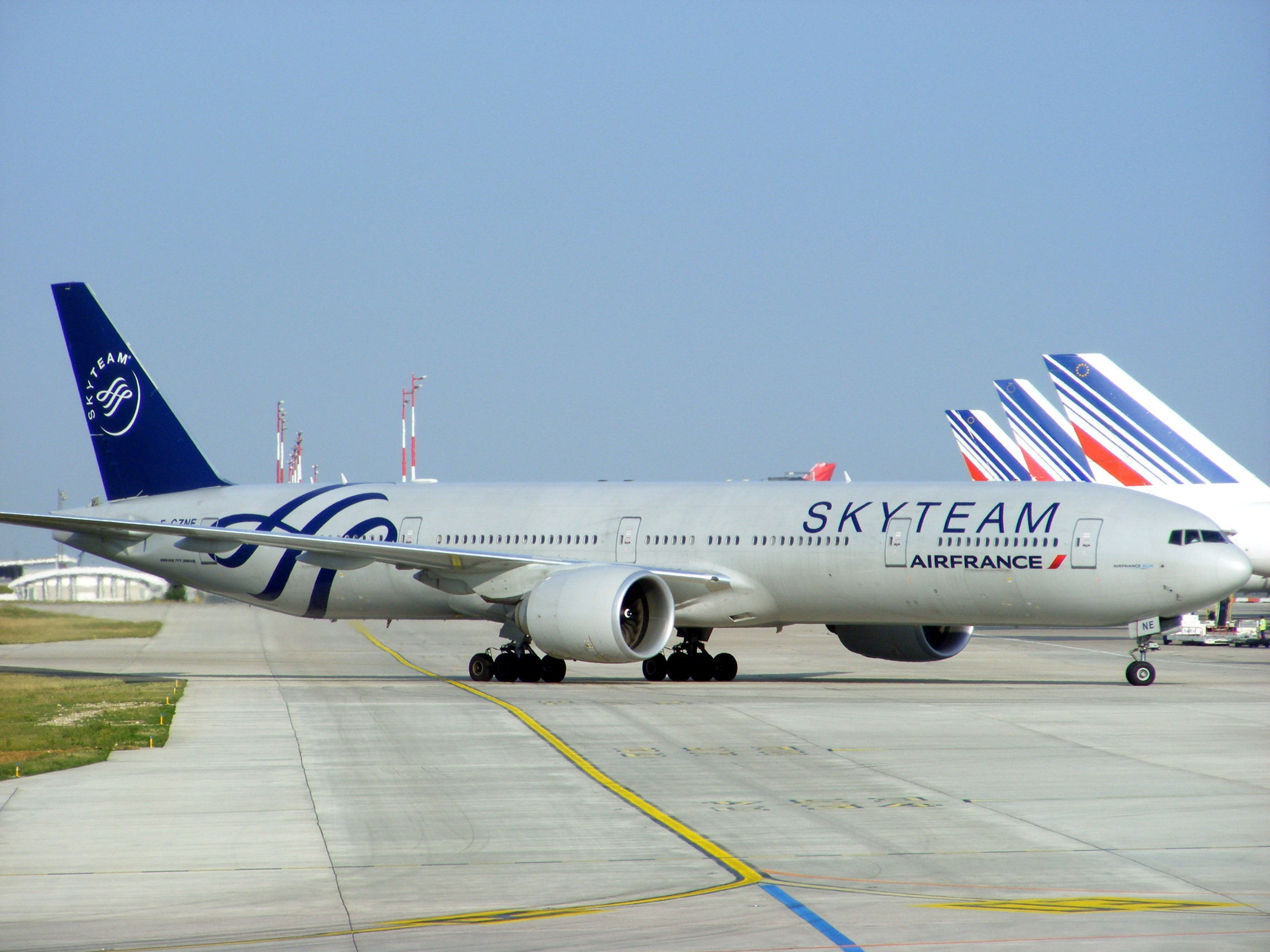
Air France

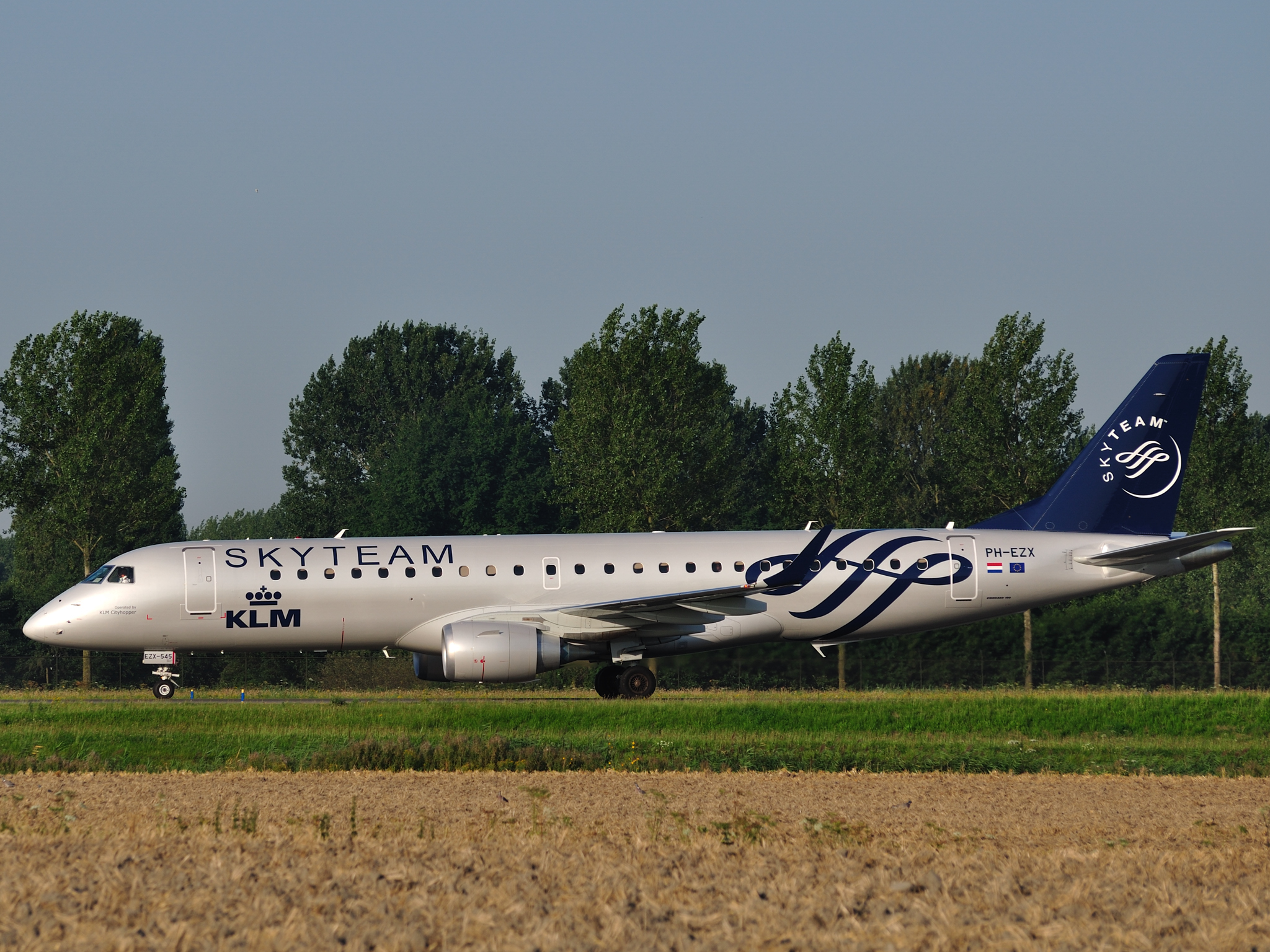
KLM Cityhopper

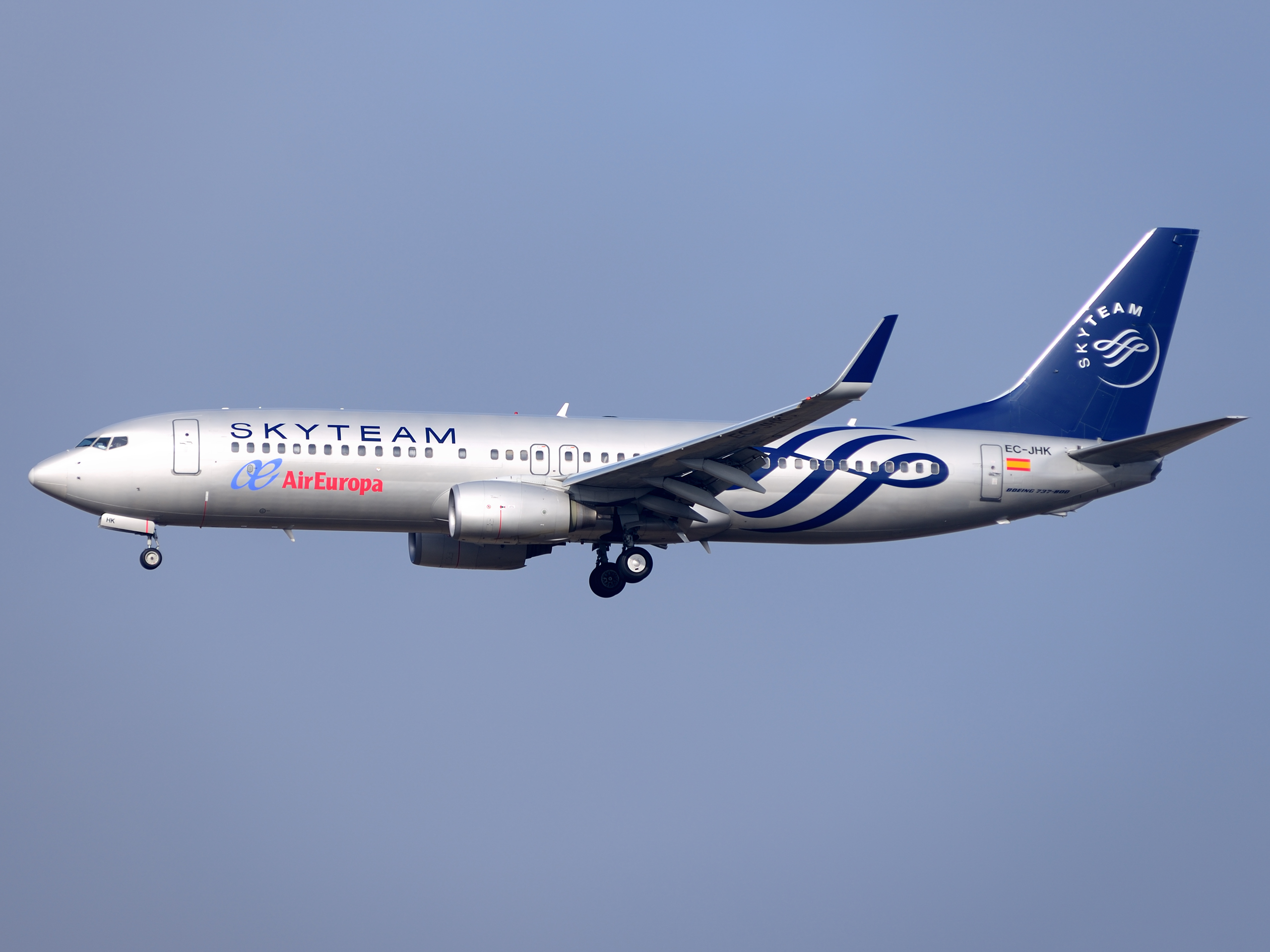
Air Europa

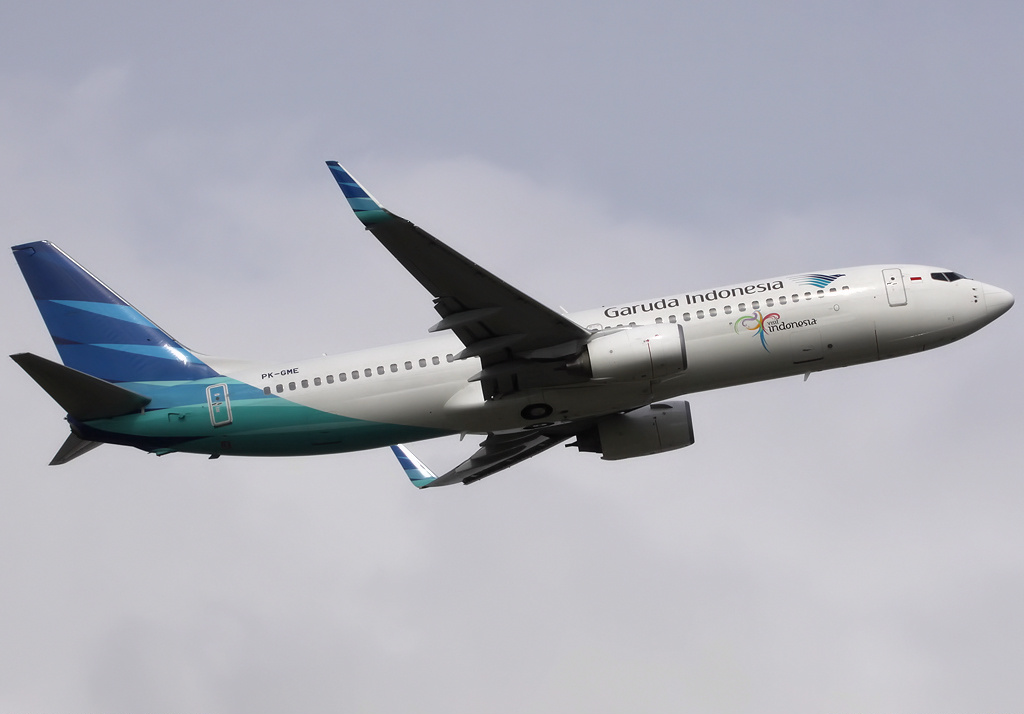
Garuda Indonesia

B Air France en KLM maken deel uit van de holding maatschappij Air France-KLM

C Air France Hop (voorheen: HOP!) is ontstaan uit de fusie van Brit Air en Régional

## Voormalige leden

### Voormalige leden
| Voormalig lid           | Toegetreden | Uitgetreden | Filiaal-lid |
| ----------------------- | ----------- | ----------- | --- |
| Alitalia                | 2001        | 2021        | Alitalia CityLiner |
| China Southern Airlines | 2007        | 2019        | — |
| Czech Airlines          | 2001        | 2024        | — |
| Continental Airlines A  | 2004        | 2009        | Continental Connection door: → Cape Air → Colgan Air → CommutAir → Gulfstream International Airlines Continental Express door: → Chautauqua Airlines → ExpressJet Airlines Continental Micronesia |
| ITA Airways             | 2021        | 2025        | — |
| Northwest Airlines B    | 2004        | 2009        | Northwest Airlink |

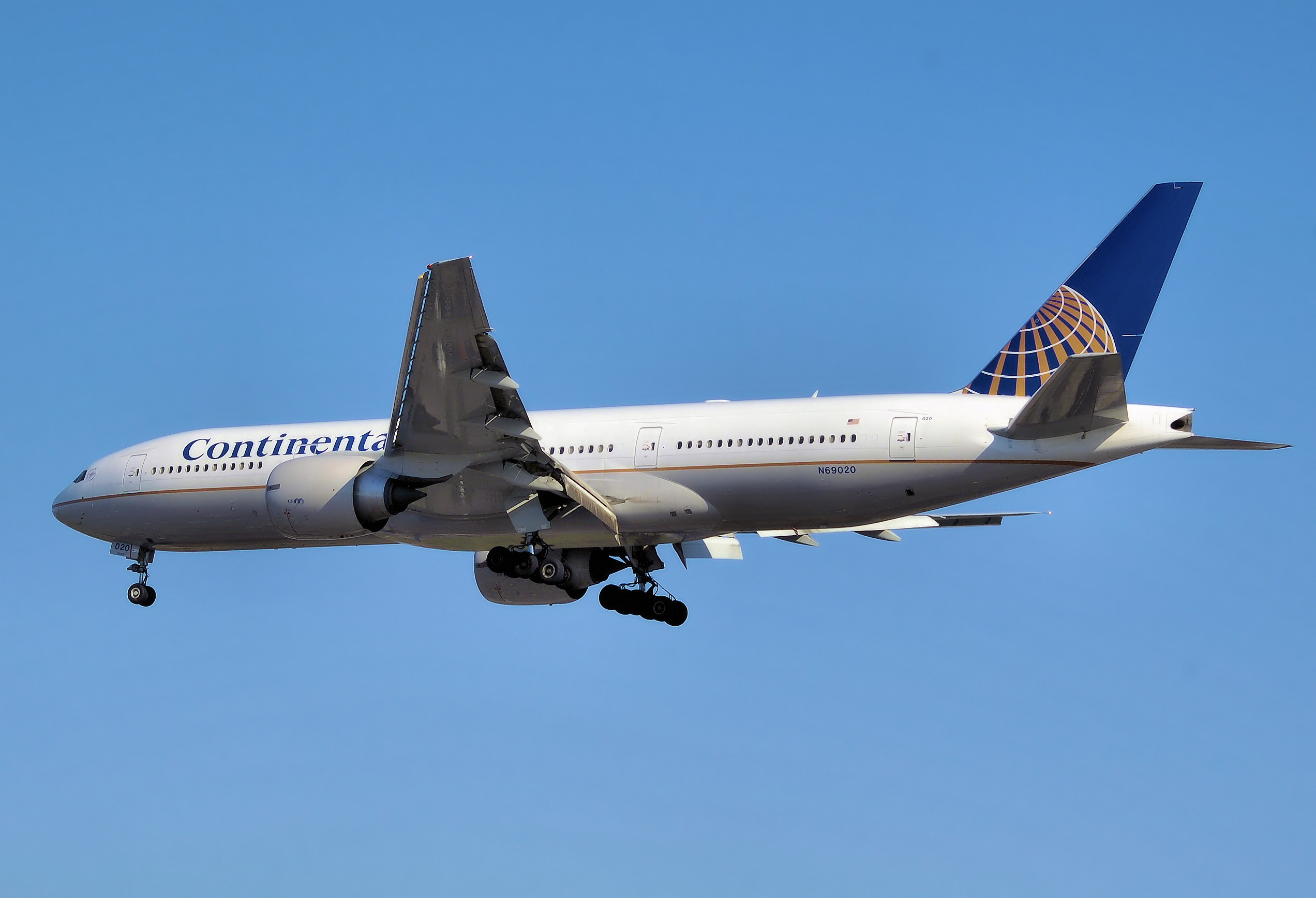
Continental Airlines

A Verliet de alliantie om toe te treden tot Star Alliance

B Northwest Airlines fuseerde met Delta Air Lines

### Voormalige filiaal-leden
| Voormalig filiaal-lid | Toegetreden | Uitgetreden | Filiaal van                    |
| --------------------- | ----------- | ----------- | ------------------------------ |
| Aerolitoral A         | 2000        | 2007        | Aeroméxico                     |
| Aeroméxico Travel B   | 2008        | 2011        | Aeroméxico                     |
| Delta Express C       | 2000        | 2003        | Delta Air Lines                |
| Song Airlines D       | 2003        | 2006        | Delta Air Lines                |
| VLM Airlines E        | 2000        | 2009        | Air France-KLM                 |
| CityJet F             | 2000        | 2015        | Air France-KLM                 |
| Virgin Atlantic G     | 2012 2019   | 2023        | Delta Air Lines Air France-KLM |

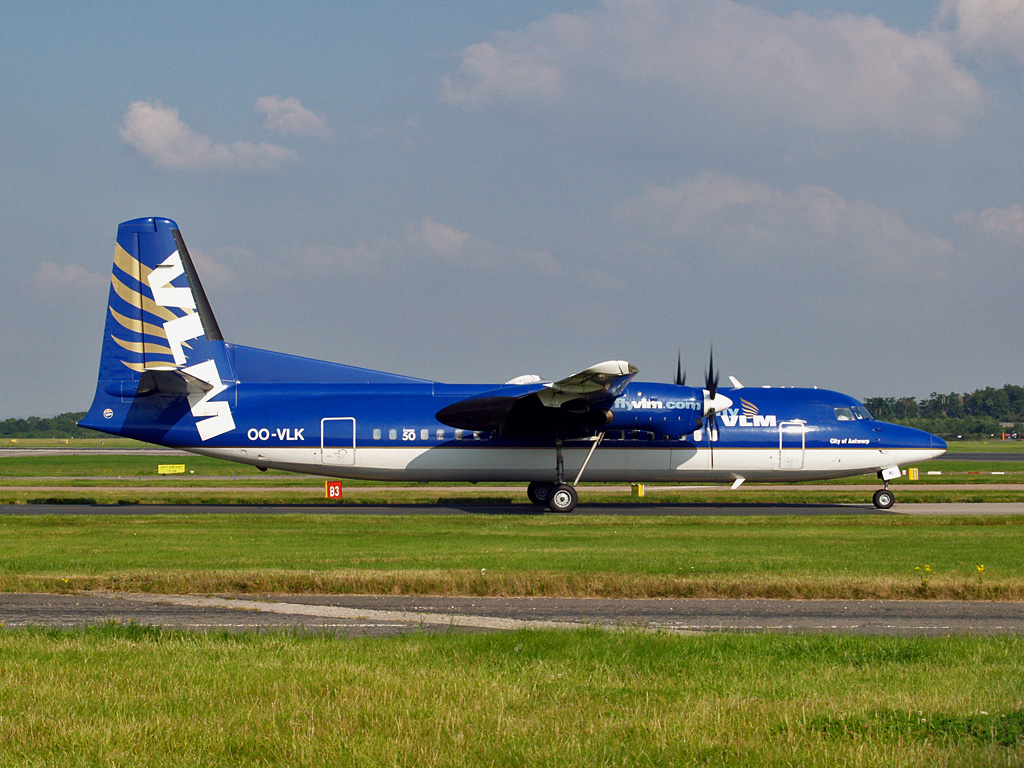
VLM Airlines

A Een oprichtend filiaal-lid en opnieuw gelanceerd als Aeroméxico Connect.

B Een voormalige charterdivisie en werd onderdeel van Aeroméxico.

C Een oprichtend filiaal-lid en omgevormd tot Song Airlines.

D Song Airlines werd onderdeel van Delta Air Lines.

E Een oprichtend filiaal-lid en gefuseerd met CityJet.

F CityJet door overname van Intro Aviation.

G Virgin Atlantic is volwaardig SkyTeam-lid geworden.

### Voormalige geassocieerde leden
| Voormalig geassocieerd lid | Toegetreden | Uitgetreden | Filiaal-lid   |
| -------------------------- | ----------- | ----------- | ------------- |
| Copa Airlines A            | 2007        | 2009        | AeroRepública |

A Copa Airlines werd gesponsord door Continental Airlines.

## Toekomstige leden
In september 2024 sloot hogesnelheidstreinvervoerder Eurostar een memorandum van overeenstemming af met SkyTeam om als eerste niet-luchtvaartpartner lid te worden. Deze samenwerking moet multimodale reizen (air-rail) mogelijk maken.

## Diensten
De frequent flyer-programma's van alle leden twee gezamenlijke SkyTeam 'premiumstatussen': SkyTeam Elite en SkyTeam Elite Plus. Deze statussen worden bereikt door bij een van de leden een van de hogere niveaus te bereiken. Deze SkyTeam-premiumstatussen geven voordelen bij alle SkyTeam-leden, zodat door bij één maatschappij een Gold of Platinum status te bereiken, voordeel wordt behaald bij alle leden.
| Elite      | - Wachtlijst met prioriteitsreservering - Voorkeur zitplaatsen - Extra toegestane bagage 1 |
| Elite Plus | Elite voordelen + - Prioritaire incheckbalies SP - Instappen met prioriteit SP - Toegang tot luchthavenlounges vergezeld door een gast - Prioritaire bagage-afhandeling SP - Prioriteitsservice bij de ticket- en transferbalie SP - Prioriteit bij de beveiliging en immigratie controle SP |

1 Een extra stuk (23 kg) waar het stukconcept van toepassing is.
SP Aangeboden door SkyPriority

## Hubs van SkyTeamleden

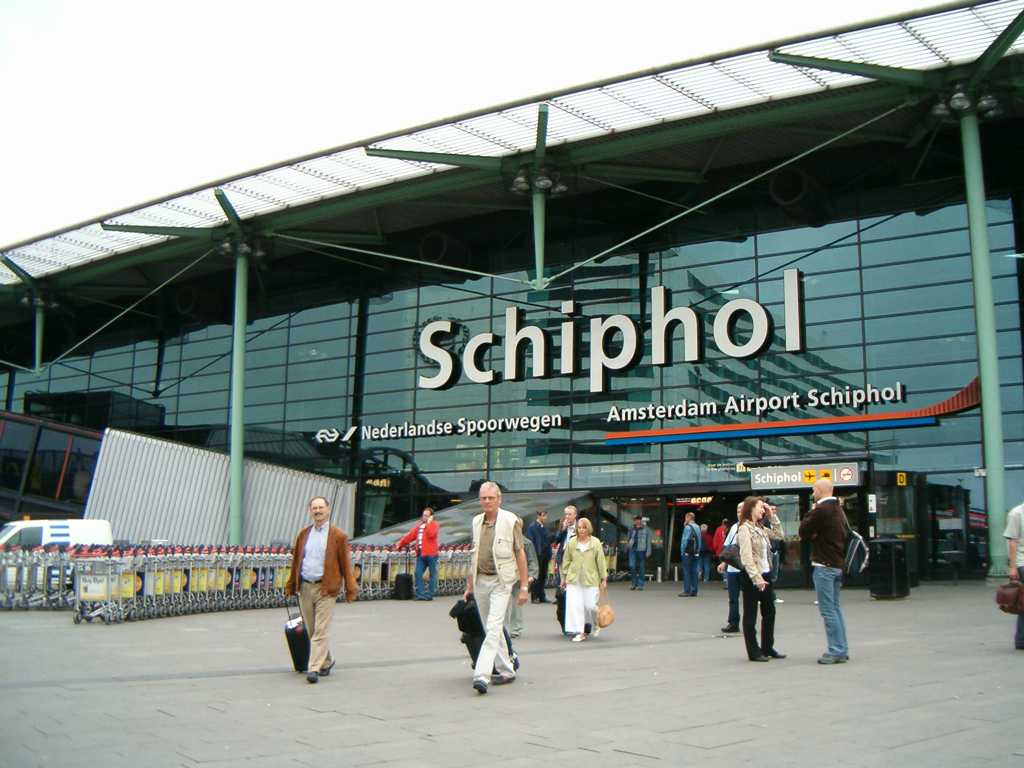
Luchthaven Schiphol

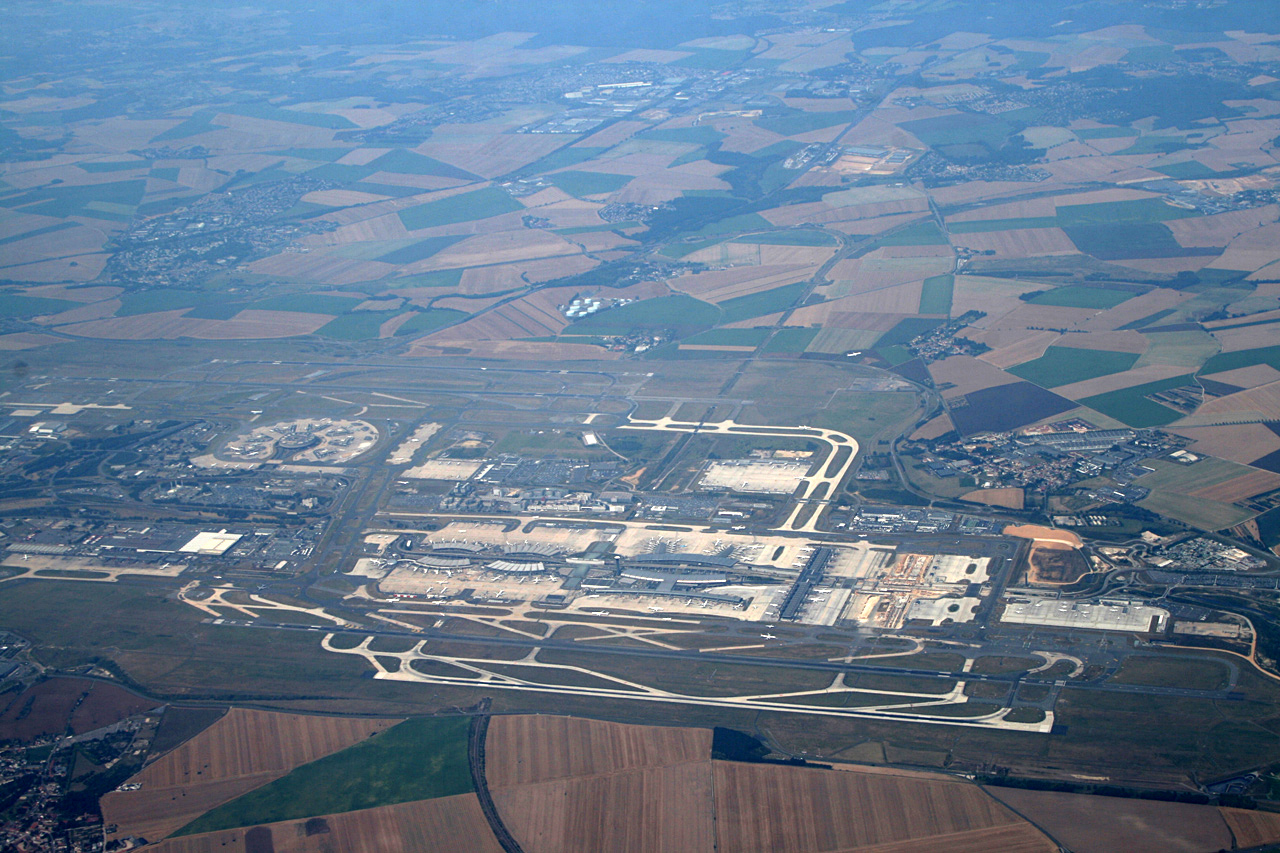
Luchthaven Parijs-Charles de Gaulle

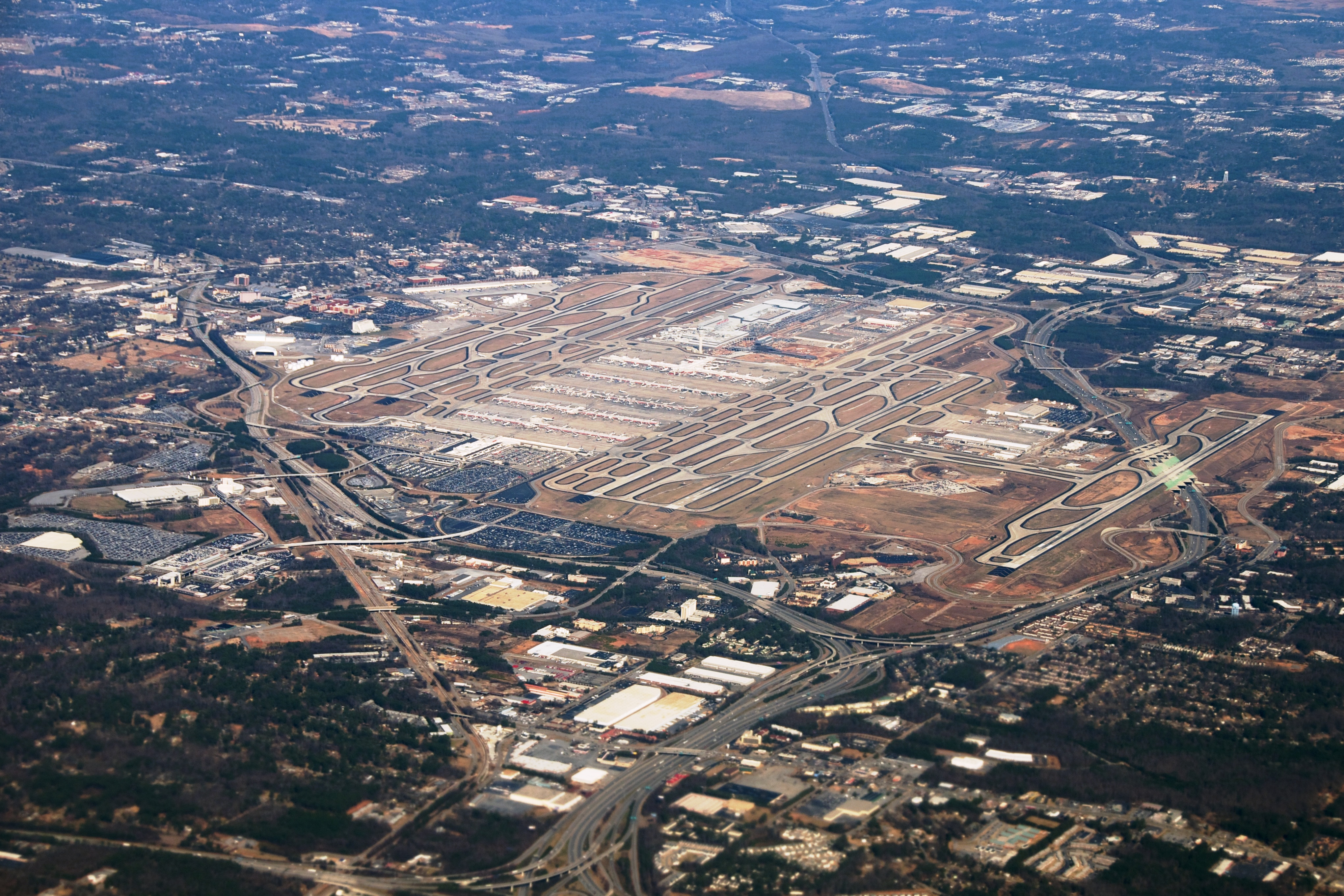
Hartsfield-Jackson Atlanta International Airport

De huidige hubs van de SkyTeamleden.
| Luchtvaartmaatschappij | Hub |
| ---------------------- | --- |
| Aeroflot               | Luchthaven Sjeremetjevo (Moskou) |
| Aerolíneas Argentinas  | Internationale Luchthaven Ministro Pistarini (Buenos Aires) Luchthaven Jorge Newbery (Buenos Aires) |
| Aeroméxico             | Internationale Luchthaven Benito Juárez (Mexico-Stad) Internationale Luchthaven Generaal Mariano Escobedo (Monterrey) Internationale Luchthaven Don Miguel Hidalgo y Costilla (Guadalajara) Internationale Luchthaven Generaal Ignacio Pesqueira García (Hermosillo) |
| Air Europa             | Luchthaven Madrid-Barajas |
| Air France             | Luchthaven Parijs-Charles de Gaulle Luchthaven Orly (Parijs) Luchthaven Lyon-Saint Exupéry |
| China Airlines         | Internationale luchthaven Taiwan Taoyuan (Taipei) |
| China Eastern Airlines | Luchthaven Shanghai Pudong Internationale luchthaven Kunming Changshui Xi'an Xianyang International Airport |
| Czech Airlines         | Luchthaven Praag-Ruzyně |
| Delta Air Lines        | Hartsfield-Jackson Atlanta International Airport Cincinnati/Northern Kentucky International Airport Detroit Metropolitan Wayne County Airport Internationale luchthaven Memphis Internationale luchthaven Minneapolis-Saint Paul John F. Kennedy International Airport (New York) Logan Airport (Boston) Salt Lake City International Airport Luchthaven Narita (Tokio) Luchthaven Schiphol (Amsterdam) |
| Garuda Indonesia       | Luchthaven Ngurah Rai (Denpasar) Internationale luchthaven Soekarno-Hatta (Jakarta) Internationale luchthaven Sultan Hasanuddin (Makassar) |
| Kenya Airways          | Jomo Kenyatta International Airport (Nairobi) |
| KLM                    | Luchthaven Schiphol (Amsterdam) |
| Korean Air             | Incheon International Airport (Seoel) Gimpo International Airport (Seoel) Luchthaven Gimhae (Busan) Internationale luchthaven Jeju |
| Middle East Airlines   | Rafik Hariri International Airport (Beiroet) |
| Saudi Arabian Airlines | King Fahd International Airport (Damman) King Abdulaziz International Airport (Djedda) King Khalid International Airport (Riyad) |
| TAROM                  | Henri Coandă International Airport (Boekarest) |
| Vietnam Airlines       | Internationale Luchthaven Nội Bài (Hanoi) Internationale Luchthaven Tân Sơn Nhất (Ho Chi Minhstad) |
| Xiamen Airlines        | Xiamen Gaoqi International Airport (Xiamen) |

## Co-locaties

### Azië

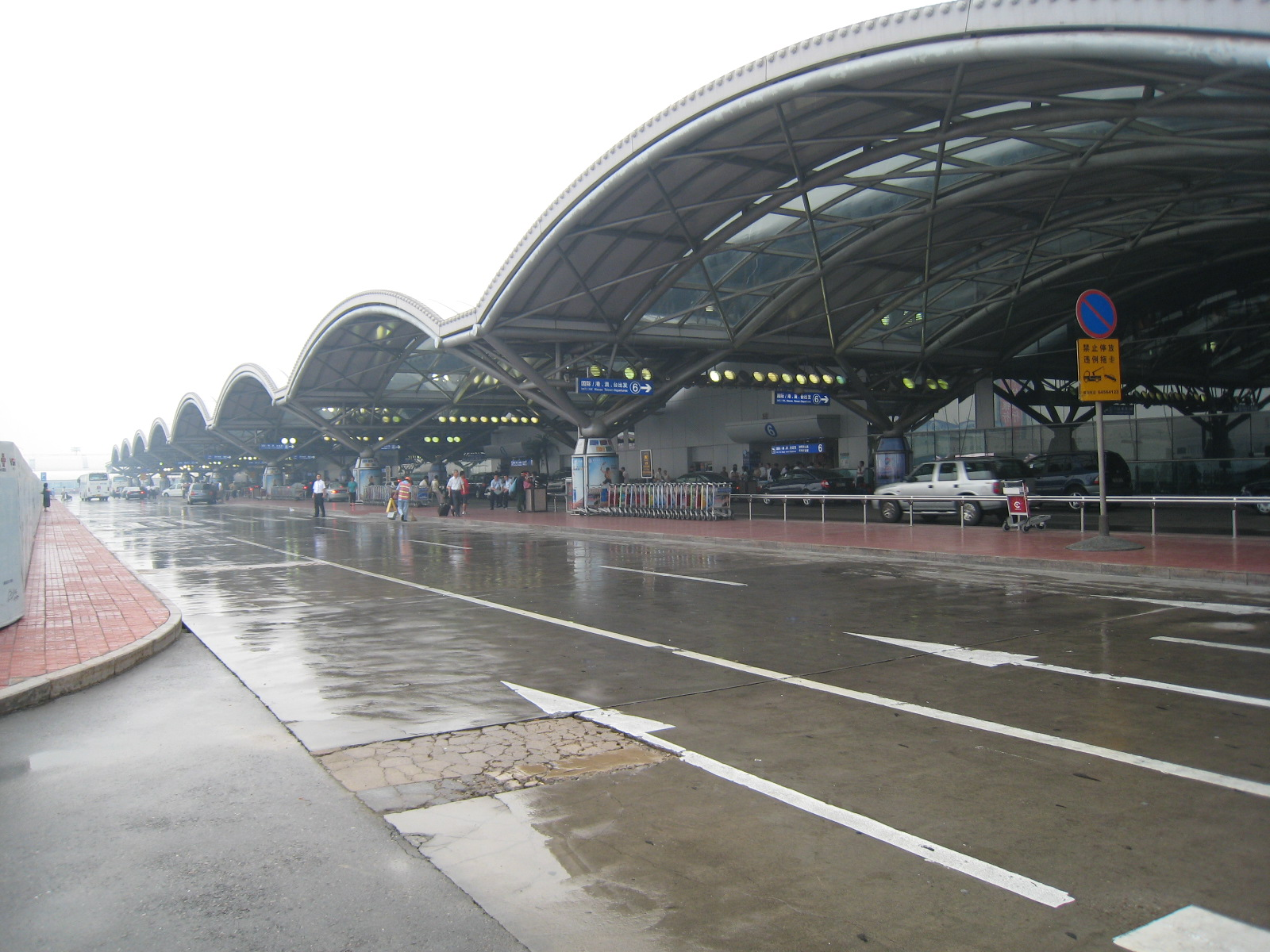
Beijing Capital International Airport Terminal 2

| Luchthaven                            | Locatie                                                                                   |
| ------------------------------------- | ----------------------------------------------------------------------------------------- |
| Beijing Capital International Airport | Terminal 2                                                                                |
| Incheon International Airport (Seoul) | Terminal A, behalve Korean Air (Oostzijde Main terminal)                                  |
| Luchthaven Narita (Tokio)             | Terminal 1 Noordvleugel, behalve China Southern Airlines en Vietnam Airlines (Terminal 2) |

### Europa

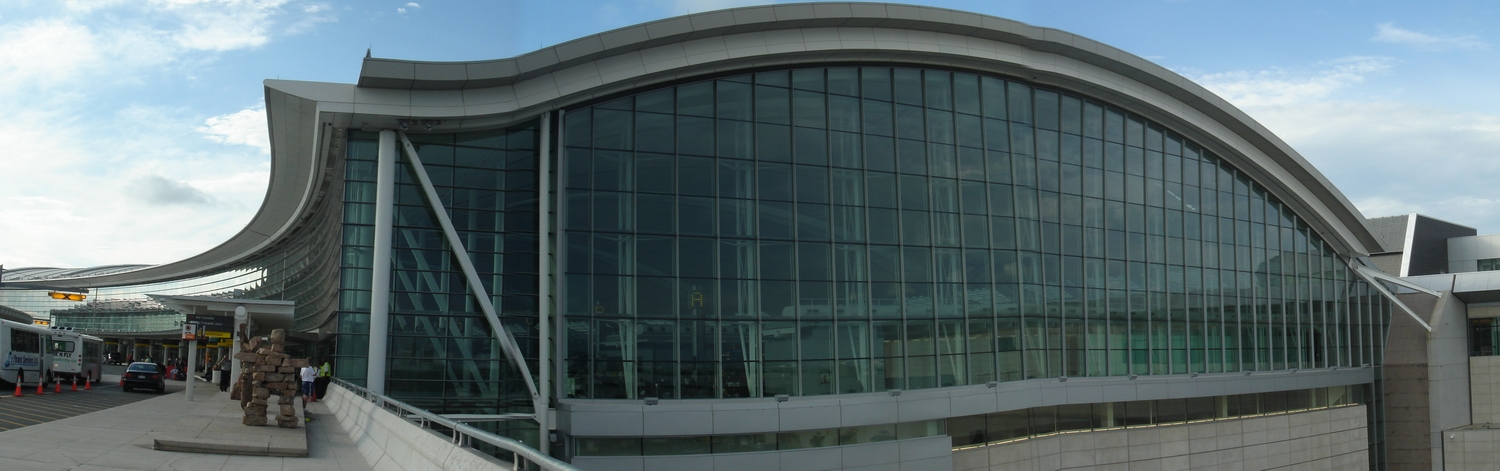
Toronto Pearson International Airport Terminal 1

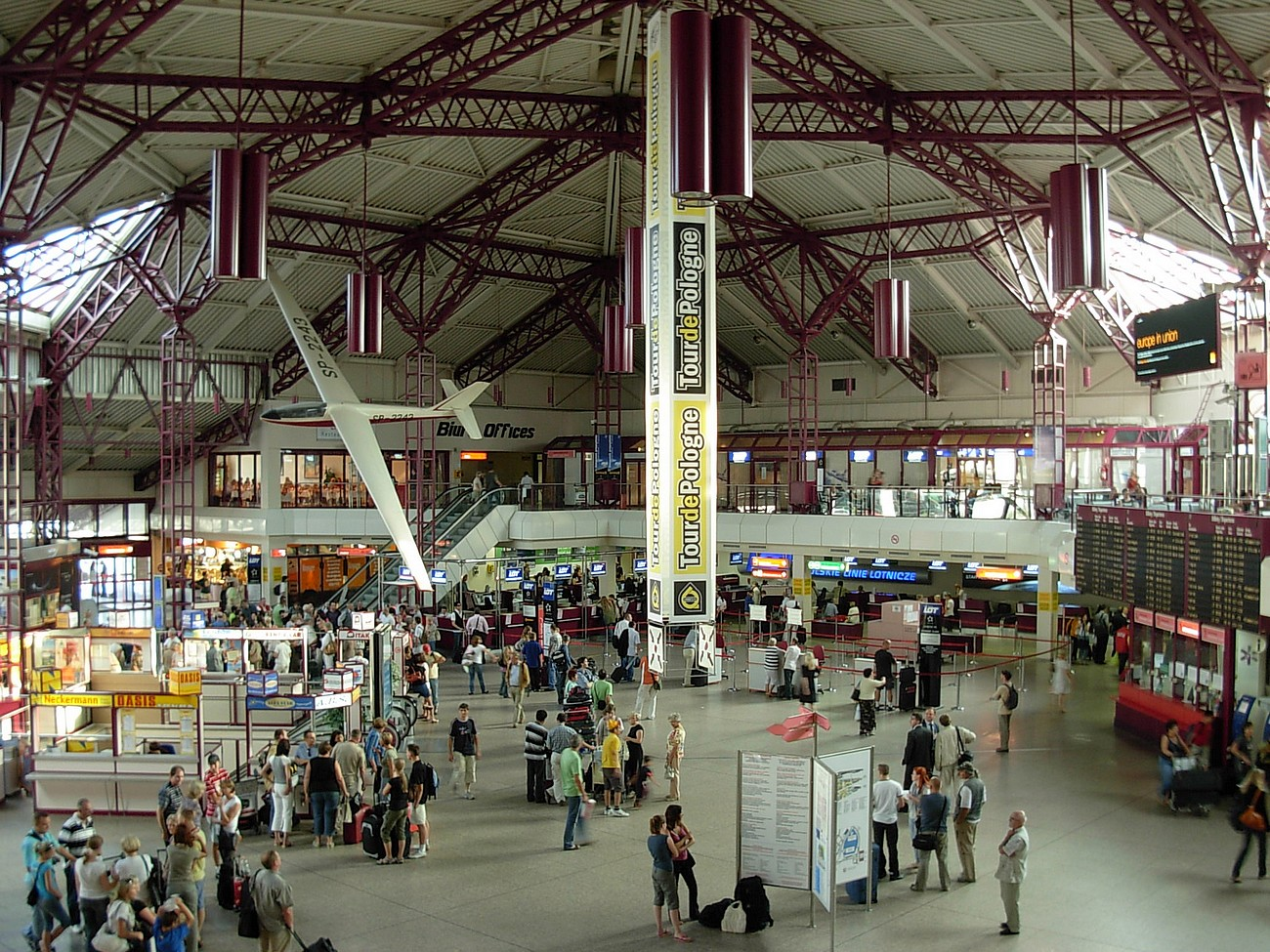
Luchthaven Warschau Frédéric Chopin Terminal 1

| Luchthaven                                     | Locatie |
| ---------------------------------------------- | --- |
| Luchthaven Barcelona-el Prat                   | Terminal 1 |
| Henri Coandă International Airport (Boekarest) | Terminal 1 |
| Luchthaven Frankfurt am Main                   | Terminal 2 |
| Luchthaven Londen Heathrow                     | Terminal 4 |
| Luchthaven Madrid-Barajas                      | Terminal 1 (internationale vluchten) Terminal 2 (Europese en binnenlandse vluchten), behalve Czech Airlines en TAROM (Terminal 4)    |
| Manchester Airport                             | Terminal 2 |
| Luchthaven Sjeremetjevo (Moskou)               | Terminals D en E, behalve Vietnam Airlines (Luchthaven Domodedovo)                                                                   |
| Luchthaven Parijs-Charles de Gaulle            | Terminals 2E and 2F2 (internationale vluchten) Terminals 2D and 2F1 (Europese vluchten) Terminals 2C, 2D, 2E, 2F and 2G (Air France) |

### Noord-Amerika

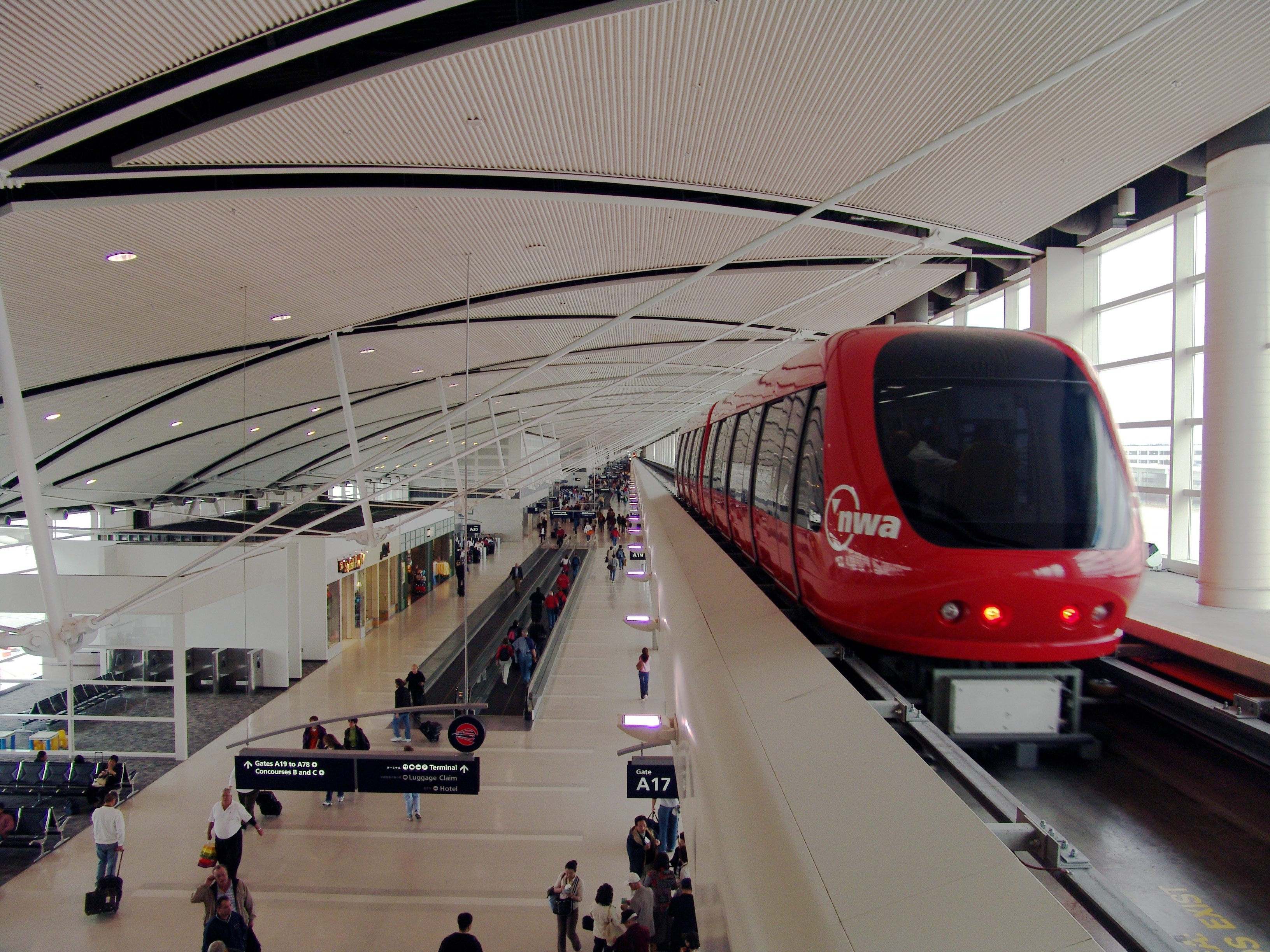
Detroit Metropolitan Wayne County Airport McNamara Terminal

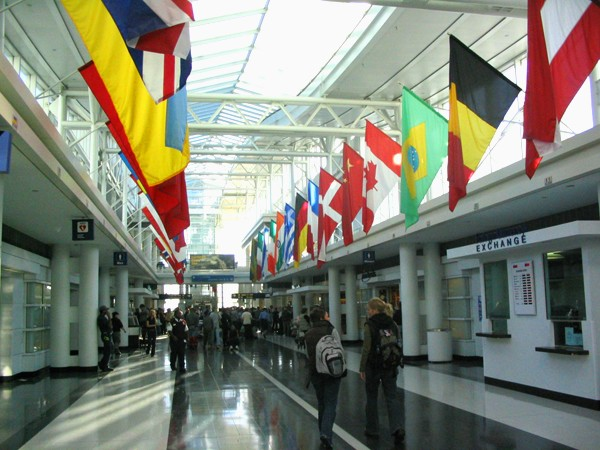
O'Hare International Airport Terminal 5

| Luchthaven                                                      | Locatie                                                                             |
| --------------------------------------------------------------- | ----------------------------------------------------------------------------------- |
| Hartsfield-Jackson Atlanta International Airport                | Terminals T, A, B, C en D (binnenlandse vluchten) en E (internationale vluchten)    |
| O'Hare International Airport (Chicago)                          | Terminal 5 behalve Delta Air Lines (Terminal 2)                                     |
| Cincinnati/Northern Kentucky International Airport              | Terminal 3                                                                          |
| Dallas-Fort Worth International Airport                         | Terminal D (KLM, Korean Air) Terminal E (Delta)                                     |
| Detroit Metropolitan Wayne County Airport                       | McNamara Terminal                                                                   |
| Internationale Luchthaven Benito Juárez (Mexico-Stad)           | Terminal 2 behalve Air France en KLM (Terminal 1)                                   |
| Minneapolis-Saint Paul International Airport                    | Terminal 1 (toekomstige co-locatie)                                                 |
| Internationale Luchthaven Generaal Mariano Escobedo (Monterrey) | Terminal B                                                                          |
| John F. Kennedy International Airport (New York)                | Terminals 1 en 4 (internationale vluchten) Terminals 2 en 3 (binnenlandse vluchten) |
| San Francisco International Airport                             | Terminal A (internationale vluchten) Terminal 1 B & C (binnenlandse vluchten)       |
| Seattle-Tacoma International Airport                            | South Satellite Terminal                                                            |
| Toronto Pearson International Airport                           | Terminal 3                                                                          |